# 黃肇雄
黃肇雄（英語：JH Huan，1959年—），生於台灣屏東，電機學者與企業家，創辦訊連科技。

## 生平
1981年，自台灣大學電機系畢業。在服役結束後，至美國留學，1988年於加州大學洛杉磯分校取得計算機科學博士，他專長於電腦網路與排隊理論，博士導師為伦纳德·克莱因罗克。在取得博士學位後，放棄在貝爾實驗室的工作，回台於台灣大學資工系任教。1991年與另兩位教授，創立臺灣大學通訊及多媒體實驗室，投入網路與多媒體研究。
1995年，經由國科會計劃，與同系教授吳家麟、陳文進、歐陽明等，研發出影像壓縮軟體，成為Power DVD的原型。1996年，黃肇雄創辦訊連科技，將Power DVD商品化。隨著公司業務的擴大，於2006年請辭教職，專心於公司經營。

## 家庭
其妻張華禎。